# Cecidopimpla
Cecidopimpla är ett släkte av steklar. Cecidopimpla ingår i familjen brokparasitsteklar.
Kladogram enligt Catalogue of Life:
| Cecidopimpla | \| \| Cecidopimpla montana \| \| \| \| \| \| Cecidopimpla ronnai \| \| \| \| |
|              | \| \| Cecidopimpla montana \| \| \| \| \| \| Cecidopimpla ronnai \| \| \| \| |
|              | Cecidopimpla montana                                                         |
|              |                                                                              |
|              | Cecidopimpla ronnai                                                          |
|              |                                                                              |